# HD 21749
Désignations
HD 21749 (TOI 186) est un système planétaire situé à ∼ 53,3 a.l. (∼ 16,3 pc) de la Terre.

## Situation
Ce système fait partie de la constellation du Réticule.

## Structure et membres
Le système est constitué d'une étoile et probablement de deux exoplanètes ou plus.

### L'étoile
L'étoile est une naine orange de type spectral K4,5V et de magnitude apparente visuelle 8,1.

### HD 21749 b
HD 21749 b, aussi désignée TOI 186.01, est une planète de 2,84+0,26
 −0,22 rayons terrestres et 23,20+2,13
 −1,91 masses terrestres. Elle a une période de révolution de 36 jours, ce qui en fait la planète à la période la plus longue découverte par TESS au moment de l'annonce de sa découverte.

### TOI 186.02, candidat
Une deuxième planète, d'une période de 7,8 jours, a peut-être été découverte autour de l'étoile. Si c'est bien le cas, il s'agirait de la première planète de taille terrestre découverte grâce à TESS. Cependant, il n'est pas complètement exclu que la planète soit en réalité située autour de l'étoile géante HIP 16068 (TIC 279741377), située à 22 secondes d'arc de HD 21749.